# Liste de films d'horreur avec des reptiles

## Crocodiles
| Titre VF                       | Titre VO                         | Réalisateur                     | Année | Origine               |
| ------------------------------ | -------------------------------- | ------------------------------- | ----- | --------------------- |
| Alligator 2 : La Mutation      | Alligator II: The Mutation       | Jon Hess                        | 1991  | États-Unis            |
| Black Water                    | Black Water                      | David Nerlich et Andrew Traucki | 2007  | Australie             |
| Blood Surf                     | Krocodylus                       | James D.R. Hickox               | 2000  | États-Unis            |
| The Brutal River               | โคตรเพชฌฆาต (Khoht phetchakhaat) | Anat Yuangngern                 | 2005  | Thaïlande             |
| Chalawan                       | ไกรทอง2 (Kraithong 2)            | Rakpan Thanadpojanamart         | 2005  | Thaïlande             |
| Crawl                          | Crawl                            | Alexandre Aja                   | 2019  | États-Unis            |
| Croc                           | Croc                             | Stewart Raffill                 | 2007  | États-Unis            |
| Crocodile                      | จระเข้ (Chorakhe)                 | Sompote Sands                   | 1981  | États-Unis, Thaïlande |
| Crocodile                      | Crocodile                        | Tobe Hooper                     | 2000  | États-Unis            |
| Crocodile 2                    | Crocodile 2: Death Swamp         | Gary Jones                      | 2002  | États-Unis            |
| Le Crocodile de la mort        | Eaten Alive                      | Tobe Hooper                     | 1977  | États-Unis            |
| Crocodile Fury                 | Crocodile Fury                   | Thomas Tang                     | 1991  | Hong Kong             |
| Les Dents de la mort           | Dark Age                         | Arch Nicholson                  | 1987  | Australie             |
| Gator King                     | Gator King                       | Grant Austin Waldman            | 1997  | États-Unis            |
| Le Grand Alligator             | Il Fiume del grande caimano      | Sergio Martino                  | 1979  | Italie                |
| L'Incroyable Alligator         | Alligator                        | Lewis Teague                    | 1980  | États-Unis            |
| Killer Crocodile               | Killer Crocodile                 | Fabrizio De Angelis             | 1989  | Italie                |
| Killer Crocodile 2             | Killer Crocodile 2               | Giannetto De Rossi              | 1990  | Italie, États-Unis    |
| Kraithong                      | ไกรทอง (Kraithong)               | Neramit et Sompote Sands        | 1980  | Thaïlande             |
| Kraithong 2                    | ไกรทอง2 (Kraithong 2)            | Sompote Sands                   | 1985  | Thaïlande             |
| Lake Placid                    | Lake Placid                      | Steve Miner                     | 1999  | Canada, États-Unis    |
| Lake Placid 2                  | Lake Placid 2                    | David Flores                    | 2007  | États-Unis            |
| Lake Placid 3                  | Lake Placid 3                    | Griff Furst                     | 2010  | États-Unis            |
| Lake Placid: The Final Chapter | Lake Placid: The Final Chapter   | Don Michael Paul                | 2012  | États-Unis            |
| The Legend of the Crocodile    | ไกรทอง (Kraithong)               | Suthat Intaranupakorn           | 2001  | Thaïlande             |
| The Pool                       | The Pool นรก 6 เมตร              | Ping Lumpraploeng               | 2018  | Thaïlande             |
| Primeval                       | Primeval                         | Michael Katleman                | 2007  | États-Unis            |
| Solitaire                      | Rogue                            | Greg McLean                     | 2007  | Australie, États-Unis |
| Supercroc                      | Supercroc                        | Scott Harper                    | 2007  | États-Unis            |
| Supergator                     | Supergator                       | Brian Clyde                     | 2007  | États-Unis            |

## Serpents
| Titre VF                                         | Titre VO                                      | Réalisateur                | Année                 | Origine                   |
| ------------------------------------------------ | --------------------------------------------- | -------------------------- | --------------------- | ------------------------- |
| Anaconda, le prédateur                           | Anaconda                                      | Luis Llosa                 | 1997                  | États-Unis, Brésil, Pérou |
| Anacondas : À la poursuite de l'orchidée de sang | Anacondas: The Hunt for the Blood Orchid      | Dwight H. Little           | 2004                  | États-Unis                |
| Anaconda 3 : l'héritier                          | Anaconda 3: The Offspring                     | Don E. FauntLeRoy          | 2008                  | États-Unis                |
| Anacondas 4 : Sur la piste de sang               | Anaconda 4: Trail of Blood                    | Don E. FauntLeRoy          | le 20 mai 2009 en DVD | États-Unis Roumanie       |
| Constrictor                                      | โบอางูยักษ์ (Boa... Nguu yak!)                   | Chaninton Muangsuwan       | 2006                  | Thaïlande                 |
| Boa vs. Python                                   | Boa vs. Python                                | David Flores               | 2004                  | États-Unis                |
| Calamity of Snakes                               | 人蛇大战 (Ren she da zhan)                    | William Chang              | 1982                  | Hong Kong                 |
| Cobra Girl                                       | 人蛇鼠 (Ren she shu)                          | Sun Chung                  | 1977                  | Hong Kong                 |
| Copperhead                                       | Copperhead                                    | Leland Payton              | 1983                  | États-Unis                |
| Copperhead                                       | Copperhead                                    | Todor Chapkanov            | 2008                  | États-Unis                |
| Des serpents dans l'avion                        | Snakes on a Plane                             | David R. Ellis             | 2006                  | États-Unis, Allemagne     |
| Face aux serpents                                | Venomous                                      | Fred Olen Ray              | 2002                  | États-Unis                |
| Fair Game                                        | Mamba                                         | Mario Orfini               | 1988                  | Italie                    |
| Horrible carnage                                 | Jennifer                                      | Brice Mack                 | 1978                  | États-Unis                |
| Jaws of Satan                                    | Jaws of Satan                                 | Bob Claver                 | 1981                  | États-Unis                |
| The Killer Snakes                                | 蛇杀手 (She sha shou)                         | Kuei Chih-hung             | 1975                  | Hong Kong                 |
| King Cobra                                       | King Cobra                                    | David et Scott Hillenbrand | 1999                  | États-Unis                |
| Komodo vs Cobra                                  | Komodo vs Cobra                               | Jim Wynorski               | 2005                  | États-Unis                |
| Mae bia                                          | แม่เบี้ย                                         | Pantewanop Tewakul         | 2015                  | Thaïlande                 |
| Mega Snake                                       | Mega Snake                                    | Tibor Takács               | 2007                  | États-Unis                |
| Morsures                                         | Rattled                                       | Tony Randel                | 1996                  | États-Unis                |
| Morsures mortelles                               | Silent Predators                              | Noel Nosseck               | 1999                  | États-Unis                |
| New Alcatraz                                     | New Alcatraz                                  | Phillip J. Roth            | 2002                  | États-Unis                |
| Opération serpent                                | Fer-de-Lance                                  | Russ Mayberry              | 1974                  | États-Unis                |
| Python                                           | Python                                        | Richard Clabaugh           | 2000                  | États-Unis                |
| Python 2 : Le parfait prédateur                  | Python 2                                      | L.A. McConnell             | 2002                  | États-Unis                |
| Les Serpents attaquent                           | Rattlers                                      | John McCauley              | 1976                  | États-Unis                |
| The Snake Lady                                   | แม่เบี้ย (Mae bia)                               | Somching Srisuparp         | 2001                  | Thaïlande                 |
| Snake Island                                     | Snake Island                                  | Wayne Crawford             | 2002                  | Afrique du Sud            |
| Snakeman                                         | The Snake King                                | Allan A. Goldstein         | 2005                  | Canada, États-Unis        |
| Snakes                                           | Snakes                                        | Art Names                  | 1974                  | États-Unis                |
| Snakes on a Train                                | Snakes on a Train                             | Peter Mervis               | 2006                  | États-Unis                |
| Spasmes                                          | Spasms                                        | William Fruet              | 1983                  | Canada                    |
| SSSSnake                                         | SSSSSSS                                       | Bernard L. Kowalski        | 1973                  | États-Unis                |
| Stanley                                          | Stanley                                       | William Grefe              | 1972                  | États-Unis                |
| Thunder of Gigantic Serpent                      | Daai se wong                                  | Godfrey Ho                 | 1988                  | Hong Kong                 |
| Vengeance                                        | ไพรรีพินาศ ป่ามรณะ (Phairii phinaat paa mawrana) | Preaw Sirisuwan            | 2006                  | Thaïlande                 |
| Venin                                            | Venom                                         | Piers Haggard              | 1981                  | Royaume-Uni               |
| Venins                                           | In the Eye of the Snake                       | Max Reid                   | 1991                  | États-Unis, Suisse        |
| Venom                                            | Venom                                         | Jim Gillespie              | 2005                  | États-Unis                |

## Varans
- 1999 : Komodo, de Michael Lantieri (en) ( États-Unis -  Australie - vidéo)
- 2004 : L'Île des komodos géants (The Curse of the Komodo), de Jim Wynorski
- 2005 : Komodo vs Cobra, de Jim Wynorski